# Arrondissement Diksmuide
Arrondissement Diksmuide (franska: Arrondissement de Dixmude) är ett arrondissement i Belgien.   Det ligger i provinsen Västflandern och regionen Flandern, i den västra delen av landet, 110 kilometer väster om huvudstaden Bryssel.
Trakten runt Arrondissement Diksmuide består till största delen av jordbruksmark. Runt Arrondissement Diksmuide är det ganska tätbefolkat, med 144 invånare per kvadratkilometer.

## Kommuner
Följande kommuner ingår i arrondissementet;

- Diksmuide
- Houthulst
- Koekelare
- Kortemark
- Lo-Reninge